# City of Blacktown
City of Blacktown är en kommun i Australien. Den ligger i delstaten New South Wales, i den sydöstra delen av landet, omkring 35 kilometer väster om delstatshuvudstaden Sydney. Antalet invånare var 336 962 vid folkräkningen 2016. Arean är 247 kvadratkilometer.
Följande samhällen finns i Blacktown:
- Blacktown
- Quakers Hill
- Mount Druitt
- Doonside
- Stanhope Gardens
- Rouse Hill
- Riverstone
- Glendenning
- Hassall Grove
- Blackett